# 從開始到現在
《從開始到現在》是張信哲的第26張个人大碟，為加盟新力音樂以來的首張新歌+精選專輯，新歌收錄了熱門韓劇《冬季戀歌》的主題曲《從開始到現在》和插曲《My Memory》，電影《煙雨紅顏》的主題曲《究竟》為第一次收錄在個人專輯中。其他精選歌曲主要為張信哲在科藝百代和Sony Music時期的經典名曲，而其早期在滾石唱片只有出道第一首同潘越雲合唱的《你是唯一》被收錄，《愛如潮水》等其他滾石（巨石）時期的歌曲均未被收錄在專輯內，另《心情卡片》則重新編曲。
該專輯並未被中國大陸引進發行。

## CD1
| 曲序 | 曲名         | 作曲           | 作詞          | 編曲       | 注釋                                                                         |
| 01   | 從開始到現在 | 劉凱俊 吳熙俊  | 李焯雄        | 屠穎       | 新歌，《冬季戀歌》主題曲（電影版）                                           |
| 02   | 不要回頭     |                |               |            | 電視劇O.S.                                                                   |
| 03   | My Memory    | 朴正元         | 李焯雄        | 屠穎       | 新歌，《冬季戀歌》插曲（電影版）                                             |
| 04   | 究竟         | 三寶           | 陳家麗        | 三寶       | 電影《煙雨紅顏》主題曲                                                       |
| 05   | 寬容         | 馬兆駿         | 馬兆駿        | 鮑比達     | 選自《寬容》專輯                                                             |
| 06   | 不要對他說   | 黃國倫         | 王中言        | 鮑比達     | 選自《寬容》專輯                                                             |
| 07   | 愛就一個字   | Jean-Michel Ou | 陳家麗        | 塗惠元     | 1999年動畫片《寶蓮燈》主題曲， 選自《我好想》專輯                            |
| 08   | 信仰         | 陈耀川         | 易家扬 陈耀川 | 屠颖       | 選自《信仰》專輯                                                             |
| 09   | 直覺         | 陳子鴻         | 姚謙          | 屠穎       | 選自《直覺》專輯                                                             |
| 10   | 回來         | 陳小霞         | 姚若龍        | 王繼康     | 選自《回來》專輯                                                             |
| 11   | 如果你願意   | 高成真         | 嚴云農        | 屠穎       | 選自《我好想》專輯                                                           |
| 12   | 到處留情     | 陳輝陽         | 黃偉文        | Lorn Leber | 選自《到處留情》專輯                                                         |
| 13   | 你是唯一     | 黃韻玲 沈光達  | 黃韻玲        | 羅希       | 出道首支曲目，與潘越雲合唱， 收録在她的《男歡女愛》專輯 原唱为黃韻玲和羅絃武 |

## CD2
| 曲序 | 曲名         | 作曲          | 作詞        | 編曲                  | 注釋                                          |
| 01   | 從開始到現在 | 劉凱俊 吳熙俊 | 李焯雄      | 屠穎                  | 新歌，《冬季戀歌》主題曲                      |
| 02   | My Memory    | 朴正元        | 李焯雄      | 屠穎                  | 新歌，《冬季戀歌》插曲                        |
| 03   | 過火         | 曹俊鴻        | 陳佳明      | 屠穎                  | 選自《寬容》專輯                              |
| 04   | 太想愛你     | 葉良俊        | 厲曼婷      | 王豫民                | 選自《夢想》專輯                              |
| 05   | 用情         | 薛忠銘        | 陳家麗      | 塗惠元                | 選自《摯愛》專輯                              |
| 06   | 下雪邊界     | 刘祖德        | 孙维君      | 吴庆隆                | 選 自《到處留情》專輯                         |
| 07   | 多心         | 刘祖德        | 林夕        | 刘祖德 Ronald Fu      | 選自《到處留情》專輯                          |
| 08   | 愛情餘味     | 劉天健        | 李焯雄      | 洪敬堯                | 選自《我好想》專輯                            |
| 09   | 愛·轉動      | 庾澄慶        | 姚謙 祝麗雯 | 洪敬堯                | 1999年與庾澄慶合唱， 收録在《哈林NO.1精選輯》 |
| 10   | 受罪         | 薛忠銘        | 王中言      | 洪敬堯                | 選自《摯愛》專輯                              |
| 11   | 心情卡片     | 夏光勳        | 姚謙        | 李伯傑                | 選自《直覺》專輯，重新混音                    |
| 12   | 愛不留       | 張祐奇        | 李宗盛      | Laurence Juder 周國儀 | 選自《信仰》專輯                              |

## 唱片版本
- CD版